# オトガイ下動脈
オトガイ下動脈（オトガイかどうみゃく）は、頭頸部の動脈の一つ。顔面動脈の枝でオトガイ下部を走行する。

## 経路
オトガイ下動脈は顔面動脈の頸部における最も大きな動脈で、顎下腺の位置で分かれる。顎舌骨筋下方を前方へと進み、下顎骨体の直下を通り、顎二腹筋下方へと向かう。
周囲の筋肉に栄養を供給し、舌下動脈や下歯槽動脈顎舌骨筋枝と吻合する。下顎結合部にて、下顎骨縁を上方に走行する。
オトガイ下部の皮膚にも栄養を供給する。外科医はこの皮膚と血管を顔面や口腔の再建に用いることがある。

## 枝
オトガイ下動脈が下顎骨縁を上行する際に浅枝と深枝を出す。
- 浅枝は外皮と下唇下制筋の間を走行し、下唇動脈と吻合する。
- 深枝は筋肉と骨の間を走行し、口唇に栄養を供給し、下唇動脈や下歯槽動脈の枝であるオトガイ動脈と吻合する。

また、舌下動脈が欠如している場合等で、顎舌骨筋を貫き、下顎前歯部舌側歯肉（舌下動脈が本来分布している）に枝を伸ばしていることもある。

## 追加画像

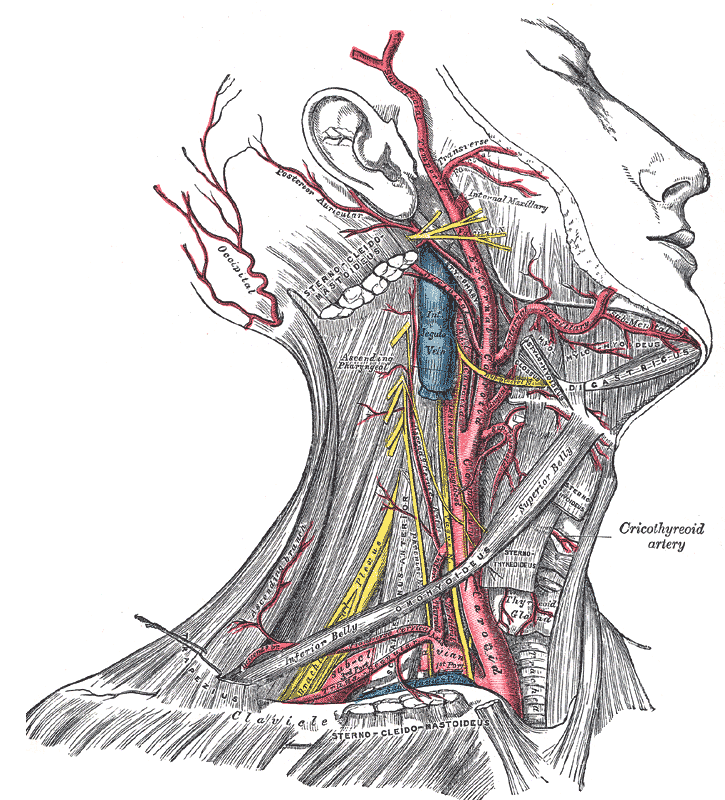
Superficial dissection of the right side of the neck, showing the carotid and subclavian arteries.